# Хананашвили, Михаил Михайлович
Михаи́л Миха́йлович Хананашви́ли (18 сентября 1928 — 21 декабря 2018) — советский и российский физиолог, специалист в области высшей нервной деятельности, действительный член АМН СССР и Академии наук Грузии, академик РАН, награждён Государственной премией СССР (1986), золотой медалью имени И. П. Павлова (1991).

## Биография
В 1951 году окончил с отличием Тбилисский государственный медицинский институт, затем учился в аспирантуре Ленинградского Института экспериментальной медицины АМН СССР (ИЭМ). Ещё до окончания аспирантуры был зачислен в штат сотрудников ИЭМ и назначен заведующим физиологическим отделом имени И. П. Павлова (1965 г.), в котором он проходил обучение в аспирантуре.
В 1963 году избран председателем секции высшей нервной деятельности Ленинграда.
1965—1977 гг. руководитель Физиологического отдела им. И. П. Павлова Института экспериментальной медицины (Ленинград).
В 1971 году избран членом-корреспондентом Академии медицинских наук СССР.
В 1975 году был приглашён в Тбилиси для руководства лабораторией по изучению поведения животных. Вначале выполнял эту работу на общественных началах, а с 1977 года официально возглавил эту лабораторию.
В мае 1980 года назначен директором Института физиологии имени И. С. Бериташвили АН Грузии.
В 1984 году избран академиком Академии медицинских наук СССР.
С 1991 года работал в Институте медико-биологических проблем РАН.
В 2013 году в ходе присоединения РАМН к РАН избран академиком РАН.

## Научная деятельность
Научные исследования посвящены общим закономерностям высшей нервной деятельности, структурно-функциональной организации сложнейших безусловных рефлексов.
Достижения:
- Сформулировал и ввёл в науку понятие информационного невроза.
- На основе фундаментальных исследований создал теорию информационного стресса и выделил его формы (нормостресс, гиперстресс, гипостресс).
- Разработал концепцию биологически положительного стресса, установил его защитную роль на пути развития патологии.
- Определил проявления и механизмы саморегуляции мозга на разных стадиях развития информационного невроза и при разных формах стресса.
- Разработал метод нейрональной изоляции коры и показал возможность широкой иррадиации возбуждения в коре, лишённой связи с подкоркой.
- Обнаружил «нейроны памяти» в теменной коре.
- Идентифицировал систему мозговых структур, повышающую устойчивость организма к экстремальным факторам психогенной природы.
- Создал научную школу по экспериментальной патологии высшей нервной деятельности.

М. М. Хананашвили сформулировал положение об «информационной триаде», лежащей в основе инновационного невроза. В неё включаются:
1. необходимость обработки и усвоения большого объёма новой высокозначимой информации (включая и необходимость принятия решения);
2. хронический дефицит времени, отведённого на такую работу мозга;
3. высокий уровень мотивации.

При наличии «информационной триады» закономерно, с точки зрения М. М. Хананашвили, возникают невроз и разнообразные психосоматические расстройства:25.
Автор более 300 работ, в том числе 16 монографий, опубликованных в отечественных и зарубежных изданиях.

## Общественная деятельность
1965 — член Международной организации по изучению мозга (IBRO)
1971 — член-корреспондент Академии медицинских наук СССР
1976 — Североамериканское общество по объективному изучению поведения (США)
1977 — Индийская научная академия по изучению Йога (Индия), Советник академии
1980 — Международная академия наук (основана дважды лауреатом Нобелевской премии Лайнусом Полингом)
1984 — действительный член (академик) Академии медицинских наук СССР
1986 — Почётный доктор наук (Honoris Causa) общества Пуркинье (Чехия)
1988 — Почётный доктор наук (Honoris Causa) Университета имени Фридриха Шиллера (Йена, Германия)
1989 — Почётный гражданин г. Колумбус (США)
1996 — действительный член (академик) Академии наук Грузии
2013 — академик Российской академии наук
1985—1995 — председатель постоянной комиссии по психофизиологии Всемирной организации физиологических наук
1975—1989 — вице-президент международной организации по изучению мозга стран СЭВ (Интермозг)

## Награды
- Медаль «В память 250-летия Ленинграда» (1954)
- Премия Североамериканского общества по объективному изучению поведения имени Павлова (1977) — за значительные успехи в развитии нормального и нарушенного поведения
- Медаль имени Яна Пуркине Чехословацкого общества имени Пуркине (1981) — за заслуги в развитии нейробиологических исследований
- Государственная премия СССР (совместно с Г. Н. Крыжановским, за 1986 год) — за цикл работ «Принципиально новые модели нейропатологических синдромов и нарушений ВНД человека»
- Золотой знак отличия Болгарской академии наук (1988) — за заслуги в развитии нейрофизиологии
- Награда Геронтологического общества Италии (1989) — за изучение механизмов поведения
- Золотая медаль имени И. П. Павлова (1991) — за совокупность фундаментальных работ в области физиологии и патологии высшей нервной деятельности
- Золотая медаль имени Хорслей Гента Североамериканского общества по объективному изучению поведения (1993) — за большие заслуги в изучении механизмов нарушенного поведения
- Награда Международного общества по изучению стресса (1994) — за заслуги в изучении стресса
- Награда имени А. Д. Сперанского Международного общества патофизиологов (1998) — за большие заслуги в развитии патофизиологии
- Орден Чести (1998)
- Золотой знак отличия Международной академии наук (1999) — за выдающиеся успехи в науке
- Почётный гражданин города Колумбус (США, 1989) — избрание было обосновано трудом, вложенным в подготовку студентов и аспирантов университета штата Огайо (лекции, семинары, демонстрации оригинальных операций на мозге)